# Shirley (película de 1922)
Shirley es una adaptación cinematográfica en blanco y negro de cine mudo de la novela homónima de Charlotte Brontë.

## Reparto
- Carlotta Breese como Shirley.
- Clive Brook como Robert Moore.
- Harvey Braban como Nunnally.
- Joe Nightingale
- David Miller
- Elizabeth Irving como Caroline Helston.
- Mabel Terry-Lewis como Mrs. Prior.